# Zhang Jinghui
Zhang Jinghui (italianizzato in documenti e libri di storia come Ciang Cin Hui o Ciang Cin-hui; cinese tradizionale: 張景惠; cinese semplificato: 张景惠; Wade-Giles: Chang Ching-hui; Anshan, 1871 – Fushun, 1º novembre 1959) è stato un generale e politico cinese.
Fu ministro del Manciukuò, Stato fantoccio del Giappone.

## Biografia
Zhang Jinghui nacque nel 1871 ad Anshan, nella provincia del Liaoning. In giovane età entrò nell'esercito, all'epoca notevolmente spaccato per via della divisione dei signori della guerra, e fu quindi inizialmente un sostenitore della Repubblica di Cina.
All'inizio, Zhang fu un ufficiale del signore della guerra manciù Zhang Zuolin, ma successivamente disertò per unirsi a Wu Peifu e alla cricca di Zhili. Nuovamente disertò e tornò con Zhang Zuolin, ottenendo l'incarico di ministro della Guerra fra maggio 1926 e giugno 1927. Fra giugno 1927 e giugno 1928 fu invece ministro delle Imprese. Nel 1928 venne infine nominato governatore di Harbin, controllando così gran parte della Manciuria settentrionale.
Quando l'Armata del Kwantung (giapponese) invase la Manciuria nel 1931, Zhang colse l'occasione e il 27 settembre convocò un "Comitato d'emergenza del distretto speciale", per ottenere la secessione della Manciuria dalla Cina. Quindi, cacciò il maresciallo Ma Zanshan, del Kuomintang, da Qiqihar, capitale dell'Heilongjiang, ed ottenne il controllo assoluto sulla provincia, annunciando il suo autogoverno e divenendone governatore il 7 gennaio 1932.
Zhang si trovava però schiacciato fra due fronti: a nord vi era l'Unione Sovietica, che Zhang temeva che avrebbe invaso l'Heilogjiang approfittando del suo autogoverno; a sud c'era l'esercito giapponese, che avrebbe potuto conquistarlo senza troppe difficoltà. Per evitare una guerra aperta, Zhang accettò un compromesso con i giapponesi e fece entrare pacificamente l'Heilogjiang nel Manciukuò, restandone governatore.
Pur essendo divenuto governatore riconosciuto della provincia, Zhang si rifiutò di spostarsi a Qiqihar, restando invece nella sua roccaforte di Harbin, il che provocò una certa apprensione ai vertici delle truppe d'occupazione giapponesi. Infatti, il 14 febbraio Zhang venne sostituito con Ma Zanshan e gettato nell'ombra. Pareva che la sua carriera fosse giunta al termine, ma Ma si ribellò al Giappone in aprile e lo stesso Zhang venne richiamato dai nipponici per diventare ministro della Guerra.
Il 21 maggio 1935 Zhang succedette a Zheng Xiaoxu come primo ministro del Manciukuò su insistenza dell'armata del Kwantung, che forzò lo stesso Puyi, il quale preferiva un filomonarchico come Zheng al governo.
Una volta divenuto primo ministro, Zhang divenne una mera figura cerimoniale, accettando di passare l'effettivo governo del Manciukuò ai "consiglieri" giapponesi. Anziché dedicarsi all'amministrazione dello Stato, Zhang passò il tempo a copiare i sutra buddisti e venne per questo soprannominato "il primo ministro del tofu". L'unica volta che Zhang parlò apertamente contro il Giappone fu per criticare la vendita forzata delle terre manciù ai coloni nipponici.
Durante la seconda guerra mondiale, Zhang continuò a ricoprire la carica di primo ministro, rappresentando il Manciukuò alla Conferenza della Grande Asia orientale del novembre 1943. Venne catturato dall'Armata Rossa quando questa invase la Manciuria e fu imprigionato in Siberia. Estradato in Cina nel 1950, venne trasferito al Centro di detenzione dei criminali di guerra di Fushun, dove morì nove anni dopo.